# Frank Vizetelly
Frank Vizetelly, né le 26 septembre 1830 à Londres et disparu le 5 novembre 1883, est un journaliste britannique qui fait des reportages dans plusieurs parties du monde. Il est présumé tué au Soudan lors de la bataille de Shaykan.

## Biographie
Frank Vizetelly est le fils de James Henry Vizetelly (1790-1838), fondateur de la société Vizetelly & Company connue pour la publication de Comic Almanack de George Cruikshank, et le frère cadet de James et Henry Vizetelly, tous deux actifs dans le journalisme et l'édition. Il naît à Londres et fétudie à Boulogne, puis il se rend à Paris en 1857.
Là, il est l'un des premiers rédacteurs de l'hebdomadaire français Le Monde Illustré. À partir de 1859, il est employé comme correspondant de guerre et artiste par l' Illustrated London News, fondé par son frère aîné, Henry. Il voyage en Italie, en Espagne et en Amérique, où il fait des reportages des deux côtés de la guerre civile et en Égypte,,
Disparu le 5 novembre 1883, il est présumé tué lors du massacre de l'armée de Hicks Pacha au Soudan.